# Horacij Carminelli
Horacij Carminelli, ljubljanski župan v 17. stoletju.
Carminelli je bil lekarnar v Celju. Leta 1618 naj bi prišel v Ljubljano, kjer je leta 1629 postal župan.